# Michael McIntyre
Michael Hazen James McIntyre (nacido el 21 de febrero de 1976) es un comediante, actor y presentador de televisión inglés. En 2012, fue el comediante más taquillero del mundo.
Además del stand up, McIntyre ha presentado su propio programa de comedia de la BBC One, Michael McIntyre, Comedy Roadshow, ha presentado tres episodios de Live at the Apollo y, en 2011, fue juez de los británicos Got Talent. Actualmente presenta su propia serie de sábado por la noche, Michael McIntyre's Big Show en BBC One. 

## Vida personal
McIntyre reside en Hampstead, Londres, con su esposa aromaterapeuta, Kitty, que es hija del fallecido actor Simon Ward y hermana de la actriz Sophie Ward. La pareja tiene dos hijos, Lucas y Oscar.
McIntyre es un hincha del Tottenham Hotspur. McIntyre también es un aficionado al cricket y ha aparecido en Test Match Special para hablar sobre este deporte.
El 4 de junio de 2018, unos hombres en ciclomotores le robaron un reloj Rolex a McIntyre  mientras estaba estacionado en el exterior de la escuela de sus hijos.

## Carrera

### Televisión
A los 13 años, Michael estuvo en la audiencia del show de la BBC One Saturday morning Going Live! el 1 de abril de 1989, donde apareció en la cámara haciendo una pregunta al grupo de música pop Five Star. 
McIntyre ha aparecido tres veces en BBC One's Live at the Apollo, en 2007, 2008 y 2009. Ha lanzado cuatro DVD, Live and Laughing, Hello Wembley, Showtime y Happy and Glorious, que han vendido un total combinado de más de cinco millones de copias en el Reino Unido.
Las muchas apariciones en el plantel de la comedia y en el programa de chat de McIntyre incluyen Chris Moyles Quiz Night, Mock the Week, 8 de cada 10 gatos, ¿Tengo noticias para ti, El gran concurso del año? ¿Te mentiría?, El aprendiz: estás despedido! Alan Carr: Chatty Man y Friday Night con Jonathan Ross. 
Desde el 6 de junio de 2009, McIntyre comenzó a presentar Comedy Roadshow de Michael McIntyre, que se emitió los sábados por la noche en la BBC One. El 5 de julio de 2009, McIntyre apareció en el programa de la BBC Top Gear como la "estrella en un automóvil a un precio razonable", conduciendo alrededor de la pista de pruebas de Top Gear en un minuto y 48,7 segundos. Durante su vuelta en la pista, casi hizo rodar el coche mientras daba la vuelta a la última curva; pero su pelo estaba peinado. 
El 31 de marzo de 2010, McIntyre participó en Comedia Gala de Channel 4, un programa benéfico realizado en ayuda del Great Ormond Street Hospital, filmado en vivo en el O2 Arena de Londres. También apareció en la edición anual de The Big Fat Quiz of the Year en el Canal 4, donde se asoció con Alan Carr. 
El 14 de diciembre de 2010, se anunció que McIntyre se uniría a la serie de talentos de ITV Britain's Got Talent como juez en 2011 con David Hasselhoff y Amanda Holden. McIntyre y Hasselhoff reemplazaron a Piers Morgan y Simon Cowell, aunque Cowell regresó para los shows en vivo. Después de la serie, McIntyre anunció que dejaría el programa después de aparecer en una serie.
En 2010 y 2014, McIntyre organizó el Royal Variety Performance en ITV. También actuó anteriormente en el programa dos veces: en 2006 y 2008. 
McIntyre fue coanfitrión de varios segmentos de Comic Relief en 2011 y 2013 en BBC One. El día de Navidad de 2011, McIntyre organizó una edición especial de Navidad de Comedy Roadshow de Michael McIntyre. El espectáculo fue visto por 8,1 millones de espectadores.
En 2014, McIntyre lideró su propio programa de conversación de la BBC One, The Michael McIntyre Chat Show. Un especial de Navidad emitido el día de Navidad en 2014.
El 5 de abril de 2015, Michael presentó Michael McIntyre Presents Noche de Pascua en el Coliseo, un especial único para BBC One.
En noviembre de 2015, se anunció que McIntyre regresaría a BBC One para el Big Christmas Show de Michael McIntyre. El espectáculo se grabó frente a una audiencia en vivo en el Theatre Royal de Londres antes de emitirse el día de Navidad.
Desde abril de 2016, McIntyre ha presentado Big Show de Michael McIntyre, una serie de entretenimiento el sábado por la noche para BBC One. Una segunda serie comenzó a transmitirse en noviembre de 2016. Una tercera serie comenzó a transmitirse en noviembre de 2017.

### Escenario
McIntyre se ha presentado tres veces en el Royal Variety Performance, incluido en 2010, cuando se convirtió en el anfitrión más joven de la historia.
En 2009, McIntyre actuó para un total estimado de 500,000 personas en su primera gira por el Reino Unido, que incluyó seis noches sin precedentes en el Wembley Arena y cuatro en el O2 Arena. 
En 2012, su gira por el Reino Unido incluyó 71 fechas en el estadio, y actuó para más de 700,000 personas, incluidas 10 noches de récord en el O2 Arena de Londres. Según la compañía de ventas de entradas Pollstar, la gira ayudó a que McIntyre se convirtiera en el comediante más vendido del mundo en 2012, con alrededor de £ 21 millones.
El 20 de abril de 2013, McIntyre presentó el mayor concierto de comedia en África para 9,000 fanes en el Coca-Cola Dome en Johannesburgo.
En 2015, McIntyre realizó una gira por el Reino Unido e Irlanda con su gira "Happy & Glorious". En febrero de 2016, realizó la gira a Noruega para dos fechas, y en octubre de 2016, la llevó a Australia durante cuatro fechas. 
En 2018 se convirtió en el artista más vendido en la historia del O2 Arena, vendiendo más de 400,000 entradas en 28 shows, lo que superó el récord anterior de Take That.

### Radio
Las apariciones en la radio de McIntyre han incluido: 
- Does the Team Think? (BBC Radio 2)
- Heresy, 4 Stands Up, Happy Mondays, The Unbelievable Truth (todo en BBC Radio 4)
- The Jon Richardson Show (BBC 6 Music)
- The Jonathan Ross Show (BBC Radio 2)
- The Chris Moyles Show (BBC Radio 1)
- Desert Island Discs (BBC Radio 4)[22]

### Libros
En 2010, McIntyre lanzó su autobiografía, "Life and Laughing: My Story".

## Filmografía
| Año        | Título                                                     | Papel       | Notas                                 |
| ---------- | ---------------------------------------------------------- | ----------- | ------------------------------------- |
| 2007       | Michael McIntyre: Live at the Comedy Store                 | Cómic       | Espectáculo único de entretenimiento. |
| 2007–2009  | Vivir en el apollo                                         | Cómic       | 3 episodios                           |
| 2009–2011  | Comedia Roadshow de Michael McIntyre                       | Presentador | 2 series                              |
| 2010, 2014 | Real Variedad Rendimiento                                  | Presentador | En dos ocasiones                      |
| 2011       | Bretaña Tiene Talento                                      | Juez        | Serie 5                               |
| 2011, 2013 | Alivio comico                                              | Presentador | Teletones principales                 |
| 2014       | El Show de Chat de Michael McIntyre                        | Presentador | 1 serie                               |
| 2015       | Michael McIntyre presenta... Noche de Pascua en el Coliseo | Presentador | Espectáculo único de entretenimiento. |
| 2015–      | El gran espectáculo de Michael McIntyre                    | Presentador | 3 series + 3 especiales navideños     |

### Apariciones como invitado
- 8 de cada 10 gatos (2006, 2008) - Panelista
- Simulacros de la semana (2007, 2008) - Panelista
- Tengo noticias para usted (2007, 2008) - Panelista
- ¿Te mentiría yo? (2008) - Panelista
- La gran prueba gorda del año (2008, 2010) - Invitado
- Royal Variety Performance (2006, 2008) - Invitado
- Royal Variety Performance (2010, 2014) - Anfitrión
- Somos los más divertidos: Celebraciones del cumpleaños número 60 del Príncipe Carlos (2008)
- Top Gear (2009) - Star en un auto a un precio razonable
- Alan Carr: Chatty Man (2009, 2010, 2012, 2016) - Invitado
- Chris Moyles 'Quiz Night (2009, 2010) - Invitado
- The Jonathan Ross Show (2012, 2015) - Invitado
- The Graham Norton Show (2008, 2015, 2016) - Invitado

## Premios
| Año  | Categoría                        | Premio                                                                             | Resultado |
| ---- | -------------------------------- | ---------------------------------------------------------------------------------- | --------- |
| 2003 | Premio Perrier                   | Mejor Revelación                                                                   | Nominado  |
| 2007 | Premios Chortle                  | Mejor Headliner                                                                    | Nominado  |
| 2008 | Premios Chortle                  | Mejor Headliner                                                                    | Ganado    |
| 2008 | Premios de comedia británica     | Mejor Stand-up en vivo                                                             | Nominado  |
| 2009 | Premios de comedia británica     | Mejor personalidad de comedia de entretenimiento                                   | Nominado  |
| 2009 | Premios de comedia británica     | Mejor stand-up                                                                     | Ganado    |
| 2009 | Premio GQ                        | Mejor comediante                                                                   | Ganado    |
| 2010 | Premios Nacionales de Televisión | Mejor presentador de entretenimiento                                               | Nominado  |
| 2010 | Premios Chortle                  | Mejor tour                                                                         | Ganado    |
| 2010 | Premios RTS                      | Mejor presentador de entretenimiento                                               | Nominado  |
| 2010 | Premios BAFTA                    | Rendimiento de entretenimiento                                                     | Nominado  |
| 2010 | Premios de comedia británica     | Mejor cómic masculino de tv                                                        | Ganado    |
| 2012 | Premios Nacionales de Televisión | Mejor espectáculo de entretenimiento ( Comedia en vivo de Michael McIntyre )       | Ganado    |
| 2012 | Premios BAFTA                    | Mejor programa de entretenimiento ( Michael McIntyre's Christmas Comedy Roadshow ) | Nominado  |
| 2014 | Premios Nacionales de Televisión | El mejor programa de chat ( The Michael McIntyre Chat Show )                       | Nominado  |
| 2016 | Premios Billboard Touring        | El mejor tour de comedia                                                           | Nominado  |
| 2017 | Premios BAFTA                    | Mejor actuación en entretenimiento ( Michael McIntyre's Big Show )                 | Ganado    |
| 2017 | Premios BAFTA                    | Mejor espectáculo de entretenimiento ( Gran espectáculo de Michael McIntyre )      | Nominado  |
| 2018 | Premios BAFTA                    | Mejor actuación en entretenimiento ( Michael McIntyre's Big Show )                 | Nominado  |
| 2018 | Premios BAFTA                    | Mejor espectáculo de entretenimiento ( Gran espectáculo de Michael McIntyre )      | Nominado  |

## DVD de stand up
| Título                 | Publicado               | Notas                                        |
| ---------------------- | ----------------------- | -------------------------------------------- |
| Vivir y reir           | 17 de noviembre de 2008 | Vive en el HMV Hammersmith Apollo de Londres |
| Hola wembley           | 16 de noviembre de 2009 | Vive en el Wembley Arena de Londres          |
| ¡Tiempo de la funcion! | 12 de noviembre de 2012 | Vive en el O2 Arena de Londres               |
| Feliz y gloriosa       | 16 de noviembre de 2015 | Vive en el O2 Arena de Londres               |